# بخش گود هوپ (شهرستان هاکینگ، اوهایو)
بخش گود هوپ (به انگلیسی: Good Hope Township) یک منطقهٔ مسکونی در ایالات متحده آمریکا است که در شهرستان هوکینگ، اوهایو واقع شده‌است.
 بخش گود هوپ ۶۸٫۵ کیلومتر مربع مساحت و ۱٬۳۹۹ نفر جمعیت دارد و ۲۹۹ متر بالاتر از سطح دریا واقع شده‌است.